# U19-es Ázsia-bajnokság
Az U19-es Ázsia-bajnokság (angolul: AFC U-19 Championship) egy az AFC által kiírt nemzetközi labdarúgótorna, a 19 éven aluli labdarúgók számára.
A tornát 1959 óta rendezik meg és egyben selejtező is az U20-as labdarúgó-világbajnokságra. 1959 és 1978 között évente megtartották, 1980 óta két évenként rendezik meg.
A jelenlegi címvédő Katar, a legsikeresebb válogatott Dél-Korea csapata 12 győzelemmel.

## Eddigi eredmények
| Év             | Rendező                 |                           | Döntő               | Döntő          | Döntő                     |                     | Bronzmérkőzés             | Bronzmérkőzés | Bronzmérkőzés |
| Év             | Rendező                 | Győztes                   | Eredmény            | Döntős         | 3. helyezett              | Eredmény            | 4. helyezett              |               |               |
| 1959 Részletek | Malajzia                | · Dél-Korea               | [ n 1 ]             | · Malajzia     | · Japán                   | [ n 1 ]             | Hongkong                  |               |               |
| 1960 Részletek | Malajzia                | · Dél-Korea               | 4–0                 | · Malajzia     | Hongkong                  | 2–1                 | · Indonézia               |               |               |
| 1961 Részletek | Thaiföld                | · Burma · Indonézia       | 0–0                 |                | · Thaiföld                | 2–1                 | · Dél-Korea               |               |               |
| 1962 Részletek | Thaiföld                | · Thaiföld                | 2–1                 | · Dél-Korea    | · Indonézia               | 3–0                 | · Malajzia                |               |               |
| 1963 Részletek | Malajzia                | · Dél-Korea · Burma       | 2–2                 |                | · Thaiföld                | 2–0                 | Hongkong                  |               |               |
| 1964 Részletek | Dél-Vietnam             | · Burma · Izrael          | 0–0                 |                | · Dél-Vietnám             | 2–0                 | · Indonézia               |               |               |
| 1965 Részletek | Japán                   | · Izrael                  | 5–0                 | Burma          | · Malajzia                | 4–1                 | Hongkong                  |               |               |
| 1966 Részletek | Fülöp-szigetek          | · Izrael · Burma          | 1–1                 |                | · Kína · Thaiföld         | [ n 3 ]             |                           |               |               |
| 1967 Részletek | Thaiföld                | · Izrael                  | 3–0                 | · Indonézia    | Burma                     | 4–0                 | · Szingapúr               |               |               |
| 1968 Részletek | Dél-Korea               | Burma                     | 4–0                 | · Malajzia     | · Dél-Korea · Izrael      | [ n 3 ]             |                           |               |               |
| 1969 Részletek | Thaiföld                | · Burma · Thaiföld        | 2–2                 |                | Irán                      | 2–1                 | · Izrael                  |               |               |
| 1970 Részletek | Fülöp-szigetek          | Burma                     | 3–0                 | · Indonézia    | · Dél-Korea               | 5–0                 | · Japán                   |               |               |
| 1971 Részletek | Japán                   | · Izrael                  | 1–0                 | · Dél-Korea    | Burma                     | 2–0                 | · Japán                   |               |               |
| 1972 Részletek | Thaiföld                | · Izrael                  | 1–0                 | · Dél-Korea    |                           | [ n 4 ]             |                           |               |               |
| 1973 Részletek | Irán                    | Irán                      | 2–0                 | · Japán        |                           | [ n 4 ]             |                           |               |               |
| 1974 Részletek | Thaiföld                | · India · Irán            | 2–2                 |                |                           | [ n 4 ]             |                           |               |               |
| 1975 Részletek | Kuvait                  | Irak Irán                 | 0–0                 |                | · Kuvait · Észak-Korea    | 2–2                 |                           |               |               |
| 1976 Részletek | Thaiföld                | · Irán · Észak-Korea      | 0–0                 |                | · Dél-Korea               | 2–1                 | · Thaiföld                |               |               |
| 1977 Részletek | Irán                    | Irak                      | 4–3                 | Irán           | · Bahrein                 | 3–1                 | · Japán                   |               |               |
| 1978 Részletek | Banglades               | · Irak · Dél-Korea        | 1–1                 |                | · Észak-Korea · Kuvait    | 1–1                 |                           |               |               |
| 1980 Részletek | Thaiföld                | · Dél-Korea               | [ n 1 ]             | · Katar        | · Japán                   | [ n 1 ]             | · Thaiföld                |               |               |
| 1982 Részletek | Thaiföld                | · Dél-Korea               | [ n 1 ]             | · Kína         | Irak                      | [ n 1 ]             | · Egyesült Arab Emírségek |               |               |
| 1985 Részletek | Egyesült Arab Emírségek | · Kína                    | [ n 1 ]             | · Szaúd-Arábia | · Egyesült Arab Emírségek | [ n 1 ]             | · Thaiföld                |               |               |
| 1986 Részletek | Szaúd-Arábia            | · Szaúd-Arábia            | 2–0                 | · Bahrein      | · Észak-Korea             | 1–0                 | · Katar                   |               |               |
| 1988 Részletek | Katar                   | Irak                      | 1–1 h.u. (5–4 b.u.) | · Szíria       | · Katar                   | 2–0                 | · Egyesült Arab Emírségek |               |               |
| 1990 Részletek | Indonézia               | · Dél-Korea               | 0–0 h.u. (4–3 b.u.) | · Észak-Korea  | · Szíria                  | 1–0                 | · Katar                   |               |               |
| 1992 Részletek | Egyesült Arab Emírségek | · Szaúd-Arábia            | 2–0                 | · Dél-Korea    | · Japán                   | 3–0                 | · Egyesült Arab Emírségek |               |               |
| 1994 Részletek | Indonézia               | · Szíria                  | 2–1                 | · Japán        | · Thaiföld                | 1–1 h.u. (3–2 b.u.) | Irak                      |               |               |
| 1996 Részletek | Dél-Korea               | · Dél-Korea               | 3–0                 | · Kína         | · Egyesült Arab Emírségek | 2–2 h.u. (4–3 b.u.) | · Japán                   |               |               |
| 1998 Részletek | Thaiföld                | · Dél-Korea               | 2–1                 | · Japán        | · Szaúd-Arábia            | 3–1                 | · Kazahsztán              |               |               |
| 2000 Részletek | Irán                    | Irak                      | 2–1                 | · Japán        | · Kína                    | 2–2                 | · Irán                    |               |               |
| 2002 Részletek | Katar                   | · Dél-Korea               | 1–0                 | · Japán        | · Szaúd-Arábia            | 4–0                 | · Üzbegisztán             |               |               |
| 2004 Részletek | Malajzia                | · Dél-Korea               | 2–0                 | · Kína         | · Japán                   | 1–1 h.u. (4–3 b.u.) | · Szíria                  |               |               |
| 2006 Részletek | India                   | · Észak-Korea             | 1–1 h.u. (5–3 b.u.) | · Japán        | · Dél-Korea               | 2–0                 | · Jordánia                |               |               |
| 2008 Részletek | Szaúd-Arábia            | · Egyesült Arab Emírségek | 2–1                 | · Üzbegisztán  | · Dél-Korea               | [ n 4 ]             | · Ausztrália              |               |               |
| 2010 Részletek | Kína                    | · Észak-Korea             | 3–2                 | · Ausztrália   | · Dél-Korea               | [ n 4 ]             | · Szaúd-Arábia            |               |               |
| 2012 Részletek | Egyesült Arab Emírségek | · Dél-Korea               | 1–1 h.u. (4–1 b.u.) | · Irak         | · Üzbegisztán             | [ n 4 ]             | · Ausztrália              |               |               |
| 2014 Részletek | Mianmar                 | · Katar                   | 1–0                 | · Dél-Korea    | · Mianmar                 | [ n 4 ]             | · Üzbegisztán             |               |               |

- h.u. – hosszabbítás után
- b.u. – büntetők után

1. 1 2 3 4 5 6 7 8  A torna körmérkőzéses lebonyolítású volt.
2. 1 2 3 4 5 6 7 8 9  A tornának több győztese volt.
3. 1 2 3 4  Két harmadik helyezett volt.
4. 1 2 3 4 5 6 7  Nem rendeztek bronzmérkőzést.

## Éremtáblázat
| Poz. | Ország                  |    |   |   |    |
| ---- | ----------------------- | -- | - | - | -- |
| 1    | Dél-Korea               | 12 | 4 | 4 | 20 |
| 2    | Mianmar                 | 7  | 1 | 2 | 10 |
| 3    | Izrael                  | 6  | 0 | 1 | 7  |
| 4    | Irak                    | 5  | 1 | 1 | 7  |
| 5    | Irán                    | 4  | 1 | 1 | 6  |
| 6    | Észak-Korea             | 3  | 1 | 3 | 7  |
| 7    | Szaúd-Arábia            | 2  | 1 | 2 | 5  |
| 8    | Thaiföld                | 2  | 0 | 4 | 6  |
| 9    | Kína                    | 1  | 3 | 1 | 5  |
| 10   | Indonézia               | 1  | 2 | 1 | 4  |
| 11   | Szíria                  | 1  | 1 | 1 | 3  |
| 12   | Egyesült Arab Emírségek | 1  | 0 | 2 | 3  |
| 13   | India                   | 1  | 0 | 0 | 1  |
| 14   | Japán                   | 0  | 6 | 4 | 10 |
| 14   | Malajzia                | 0  | 3 | 1 | 4  |
| 15   | Bahrein                 | 0  | 1 | 1 | 2  |
| 15   | Katar                   | 0  | 1 | 1 | 2  |
| 17   | Ausztrália              | 0  | 1 | 0 | 1  |
| 17   | Üzbegisztán             | 0  | 1 | 0 | 1  |
| 19   | Kuvait                  | 0  | 0 | 2 | 2  |
| 20   | Hongkong                | 0  | 0 | 1 | 1  |
| 20   | Tajvan                  | 0  | 0 | 1 | 1  |
| 20   | Dél-Vietnám             | 0  | 0 | 1 | 1  |